# غبريال يارد
غبريال يارد (من مواليد 7 أكتوبر 1949) هو ملحن لبناني ، اشتهر لعمله في السينما الفرنسية والأميركية.
ولد غبريال يارد في بيروت، لبنان، و عمل في فرنسا، وكانت له أعمال في الأفلام الفرنسية مثل Betty Blue [الإنجليزية] و كميل كلوديل . ثم بدأ العمل في وقت لاحق في الأفلام الأنجليزية، وخصوصا تلك التي كان يخرجها أنتوني مانغيلا.

## جوائز
- نال جائزة أوسكار لعمله على فيلم المريض الإنكليزي (1996).
- نال جائزة غرامي لعمله على فيلم المريض الإنكليزي (1996).

## أعماله
كثيرة من بينها:
- حروب صغيرة، لمارون بغدادي، 1982
- المريض الإنجليزي، 1996
- السيد ريبلي الموهوب، 1999
- الخريف في نيويورك، 2000
- رحلة سعيدة، 2003
- الجبل البارد، 2003
- سيلفيا، 2003
- هل نرقص؟، 2004
- طروادة، 2004
- حياة الآخرين، 2006
- أزور وأسمر، 2006
- 1408، 2007
- كوكو شانيل وإيغور سترافينسكي، 2009
- أميليا، 2009
- القنفذ، 2009
- السائح (معظم الموسيقى التصويرية ألفها جيمس نيوتن هاورد)، 2010
- في أرض الدم والعسل، 2011
- غرام ملكي، (بالاشتراك مع سيريل أوفور)، 2012
- وعد، 2013
- النبي، 2014
- بجوار البحر، 2015
- شوكولا، 2016
- الوعد، 2016
- جودي، 2019

## روابط خارجية
- غبريال يارد على موقع IMDb (الإنجليزية)
- غبريال يارد على موقع ألو سيني (الفرنسية)
- غبريال يارد على موقع ميوزك برينز (الإنجليزية)
- غبريال يارد على موقع أول موفي (الإنجليزية)
- غبريال يارد على موقع بوكس أوفيس موجو (الإنجليزية)
- غبريال يارد على موقع قاعدة بيانات الأفلام السويدية (السويدية)
- غبريال يارد على موقع أول ميوزيك (الإنجليزية)
- غبريال يارد على موقع ديسكوغز (الإنجليزية)
- غبريال يارد على موقع قاعدة بيانات الفيلم (الإنجليزية)
- غبريال يارد على موقع كينوبويسك (الروسية)